# Llista de les majors empreses de les Illes Balears
Aquesta és una llista de les empreses situades a les Illes Balears que comprenen les vendes superiors a 40.000.000 d'euros. No inclou bancs ni asseguradores. Les xifres són de vendes en milers d'euros.

## 2017
| AIR EUROPA LINEAS AEREAS SA                       |                                                  | 1.683.118.000,00 | 1.719.202.000,00 | 1  |
| HOTELBEDS SLU                                     | www.hotelbeds.com                                | 1.381.865.000,00 | 1.021.650.000,00 | 2  |
| HOTELBEDS PRODUCT SL                              | www.hotelbeds.com                                | 1.050.149.000,00 | 815.532.000,00   | 3  |
| VIAJES HALCON SAU                                 | www.halconviajes.com                             | 976.903.000,00   | 917.330.000,00   | 4  |
| VIAJES BARCELO SL                                 | www.bthetravelbrand.com                          | 849.425.928,00   | 828.234.078,00   | 5  |
| GYEG SA                                           | www.endesa.com                                   | 572.572.000,00   | 775.116.000,00   | 6  |
| MELIA HOTELS INTERNATIONAL SA.                    | www.meliahotelsinternational.com                 | 515.570.000,00   | 479.923.640,00   | 7  |
| BEDS ON LINE SL                                   | www.bedsonline.com                               | 480.794.000,00   | 476.050.000,00   | 8  |
| AXA MEDITERRANEAN HOLDING SA                      | www.axa.es                                       | 353.061.000,00   | 316.858.000,00   | 9  |
| GLOBALIA BUSINESS TRAVEL SA                       | www.globalia-corp.com                            | 340.931.000,00   | 291.046.000,00   | 10 |
| JUMBO TOURS ESPAÑA SL                             | www.jumbotours.es                                | 286.279.822,00   | 247.061.900,00   | 11 |
| VIAJES SIDETOURS SA                               | www.sidetours.com                                | 278.476.000,00   | 242.288.000,00   | 12 |
| RIUSA II SA                                       | www.riu.com                                      | 276.600.879,00   | 276.164.380,00   | 13 |
| TRAVELSENS SL.                                    | www.btravelbrand.com                             | 211.313.881,09   | 163.298.523,00   | 14 |
| GRUBARGES INVERSION HOTELERA SL                   | www.barcelo.com                                  | 198.219.248,00   | 161.508.275,03   | 15 |
| WORLD 2 MEET SL.                                  | www.ntincoming.com                               | 180.940.976,41   | 207.522.520,96   | 16 |
| HOTELBEDS SPAIN SL                                | www.hotelbeds.com                                | 171.529.000,00   | 139.560.000,00   | 17 |
| COOPERATIVA D'APOTECARIS SCL                      | www.coop-apotecaris.es                           | 148.391.094,76   | 147.391.180,30   | 18 |
| FIESTA HOTELS & RESORTS SL                        | www.palladiumhotelgroup.com/es/palladium/fiesta/ | 148.299.071,00   | 116.998.079,00   | 19 |
| GLOBALIA HANDLING SAU.                            | www.globalia-corp.com                            | 141.091.000,00   | 138.500.000,00   | 20 |
| EVELOP AIRLINES SL                                | www.evelop.com                                   | 137.354.702,00   | 109.211.131,21   | 21 |
| VIAJES ECUADOR SA                                 | www.viajesecuador.com                            | 136.054.000,00   | 141.686.000,00   | 22 |
| PROA RENT A CAR SL.                               | www.hertz.es                                     | 135.118.148,00   | 100.300.619,00   | 23 |
| MAYORISTA DE VIAJES SA                            | www.specialtours.com                             | 132.387.345,73   | 127.388.346,26   | 24 |
| HIPER MANACOR SA                                  | www.hipercentro.com                              | 130.394.368,89   | 125.842.109,10   | 25 |
| TUI ESPAÑA TURISMO SL                             |                                                  | 126.820.000,00   | 132.616.000,00   | 26 |
| TIRME SA                                          | www.tirme.com                                    | 110.463.323,00   | 87.860.888,00    | 27 |
| PORTAL INTERACTIV SL                              |                                                  | 105.449.794,00   | 93.310.784,00    | 28 |
| SIXT RENT A CAR SL                                | www.sixt.es                                      | 98.707.516,00    | 83.454.584,00    | 29 |
| RIU HOTELS SA                                     | www.riu.com                                      | 94.955.319,00    | 91.416.462,00    | 30 |
| SAMPOL INGENIERIA Y OBRAS SA                      | www.sampol.com                                   | 90.709.269,00    | 84.554.151,00    | 31 |
| PRODIGIOS INTERACTIVOS SA                         | www.prodigios.com                                | 90.196.649,05    | 74.118.576,18    | 32 |
| BINIARAIX MANUFACTURING SL                        | www.camper.com                                   | 87.441.901,86    | 78.679.472,00    | 33 |
| ALLTOURS ESPANA SL                                | www.allsunhoteles.com                            | 87.142.309,59    | 68.733.361,99    | 34 |
| MELCHOR MASCARO SA                                | www.melchormascaro.com                           | 85.650.084,00    | 58.073.803,00    | 35 |
| VIAJES EUROMAR, SA                                |                                                  | 85.296.846,30    | 82.660.817,60    | 36 |
| MOTOR MALLORCA SA                                 | www.grupomotormallorca.com                       | 85.120.279,10    | 77.143.901,31    | 37 |
| TAYLOR WIMPEY DE ESPAÑA SA                        | www.taylorwimpey.es                              | 79.084.746,00    | 41.030.828,00    | 38 |
| EMAYA EMPRESA MUNICIPAL D'AIGUES I CLAVEGUERAM SA | www.emaya.es                                     | 78.775.219,67    | 78.374.926,24    | 39 |
| BARCELO ARRENDAMIENTOS HOTELEROS SL               | www.barcelo.com                                  | 76.372.084,00    | 72.017.410,00    | 40 |
| AUTO VIDAL SA                                     | www.autovidal.es                                 | 75.170.716,52    |                  | 41 |
| IBEROSTAR MANAGEMENT, SA.                         | www.iberostar.com                                | 74.668.461,00    |                  | 42 |
| VIAJES CATAI SA                                   | www.catai.es                                     | 74.137.363,00    | 73.026.939,00    | 43 |
| OTHMAN KTIRI CARS SL.                             | www.okgroup.es                                   | 70.743.394,71    | 51.505.024,30    | 44 |
| ULTRAMAR EXPRESS TRANSPORT SA                     | www.ultramartransport.com                        | 68.440.000,00    | 64.836.000,00    | 45 |
| TRANSPORTES BLINDADOS SA                          | www.trablisa.es                                  | 61.149.745,81    | 57.403.669,79    | 46 |
| SOCIETAT MUNICIPAL D'APARCAMENTS I PROJECTES SA.  | www.smap.es                                      | 60.751.092,00    | 4.651.731,46     | 47 |
| DIBAUTOPLUS SA.                                   | www.dibautoplus.com                              | 58.881.439,00    | 45.612.722,15    | 48 |
| GRUPO EMPRESAS ALONSO MARI SA                     | www.insotelgroup.com                             | 56.926.000,00    | 47.068.840,00    | 49 |
| INVERSIONES PLOMER SL                             | www.hotelsviva.com                               | 55.591.332,98    | 38.621.275,98    | 50 |